# Fave di fuca
Con il termine fave di fuca  si indica un integratore alimentare appartenente alla categoria terapeutica dei lassativi. 

## Descrizione
Viene impiegato per il trattamento di breve durata della stitichezza, o stipsi occasionale. Il principio attivo è costituito da estratto secco titolato e standardizzato di due piante ricche di antrachinoni, la cascara sagrada (Rhamnus purshiana DC.) e la frangola (Rhamnus frangula L.), le quali svolgono funzioni lassative stimolando le contrazioni peristaltiche della muscolatura del colon e favorendone di conseguenza lo svuotamento. La quantità di estratto secco utilizzata nel prodotto per la cascara sagrada è di 170 mg e per la frangola di 222 mg. Il prodotto contiene anche 126 mg di estratto secco di Fucus vesiculosus titolato in acido alginico (min. 12%). L'acido alginico fa parte delle cosiddette fibre vegetali, che hanno la capacità di svolgere un'azione di tipo meccanico-osmotica nel grosso intestino. In questo modo viene richiamata acqua nel lume intestinale, idratando il bolo fecale e aumentando quindi il suo volume e la sua sofficità e favorendo così sia la peristalsi (motilità intestinale) sia l'espulsione delle feci.